# Den Europæiske Investeringsbank
Den Europæiske Investeringsbank (EIB) blev oprettet i 1958 i henhold til Rom-traktaten som Den Europæiske Unions instrument for langfristede lån. EIB låner penge ud til den offentlige og den private sektor til projekter af europæisk interesse, f.eks. på følgende områder:
- samhørighed og konvergens mellem EU's regioner
- støtte til små og mellemstore virksomheder
- miljøordninger
- forskning, udvikling og innovation
- transport
- energi

EIB er aktiv i EU og i omkring 140 lande på hele kloden, som EU har indgået en samarbejdsaftale med.
Nadia Calvino, en tidligere økonomiminister i Spanien, er siden 2024 formand for EIB. Danmark har p.t. ingen repræsentant i EIBs Management Board, siden Christian Kettel Thomsen forlod banken for at blive nationalbankdirektør i Danmark.
Danmark havde tidligere en generaldirektør i banken, Maj Grundtvig Theander, og er nu repræsenteret i bankens øverste ledelse af generaldirektør Kim Jørgensen, der er tidligere fast dansk repræsentant ved EU.